# 天主教圖文巴教區
天主教圖文巴教區（拉丁語：Dioecesis Tuumbana）是澳大利亞一個羅馬天主教教區。屬布里斯班總教區。1929年5月28日升為教區。
教區範圍包括昆士蘭州西南部內陸，教座位於圖文巴。2010年有教友76,000人（佔轄區人口27.9%）、卅五個堂區、四十五名司鐸。現任主教為羅伯特·麥古金。